# Bob Clearmountain
Bob Clearmountain, né le 15 janvier 1953, est un musicien, ingénieur du son, mixeur et producteur de musique américain.

## Biographie
Clearmountain a travaillé avec plus de 243 artistes dont Bruce Springsteen (mixant Born in the U.S.A.), The Rolling Stones, Bryan Adams (mixant presque tous ses albums depuis 1983), Robbie Williams, Toto, Bon Jovi, Simple Minds, Johnny Hallyday... Il est aussi crédité sur 854 albums.
Il a été nommé pour quatre Grammy Awards et a remporté un Latin Grammy Award en 2007 pour le meilleur album vocal masculin pop pour MTV Unplugged de Ricky Martin. Il a également remporté un Emmy Awards et sept TEC Awards.
Comme musicien, il est le bassiste de The Dead Boys sur leur premier album Young, Loud and Snotty (en).